# Ulica Koźla w Warszawie

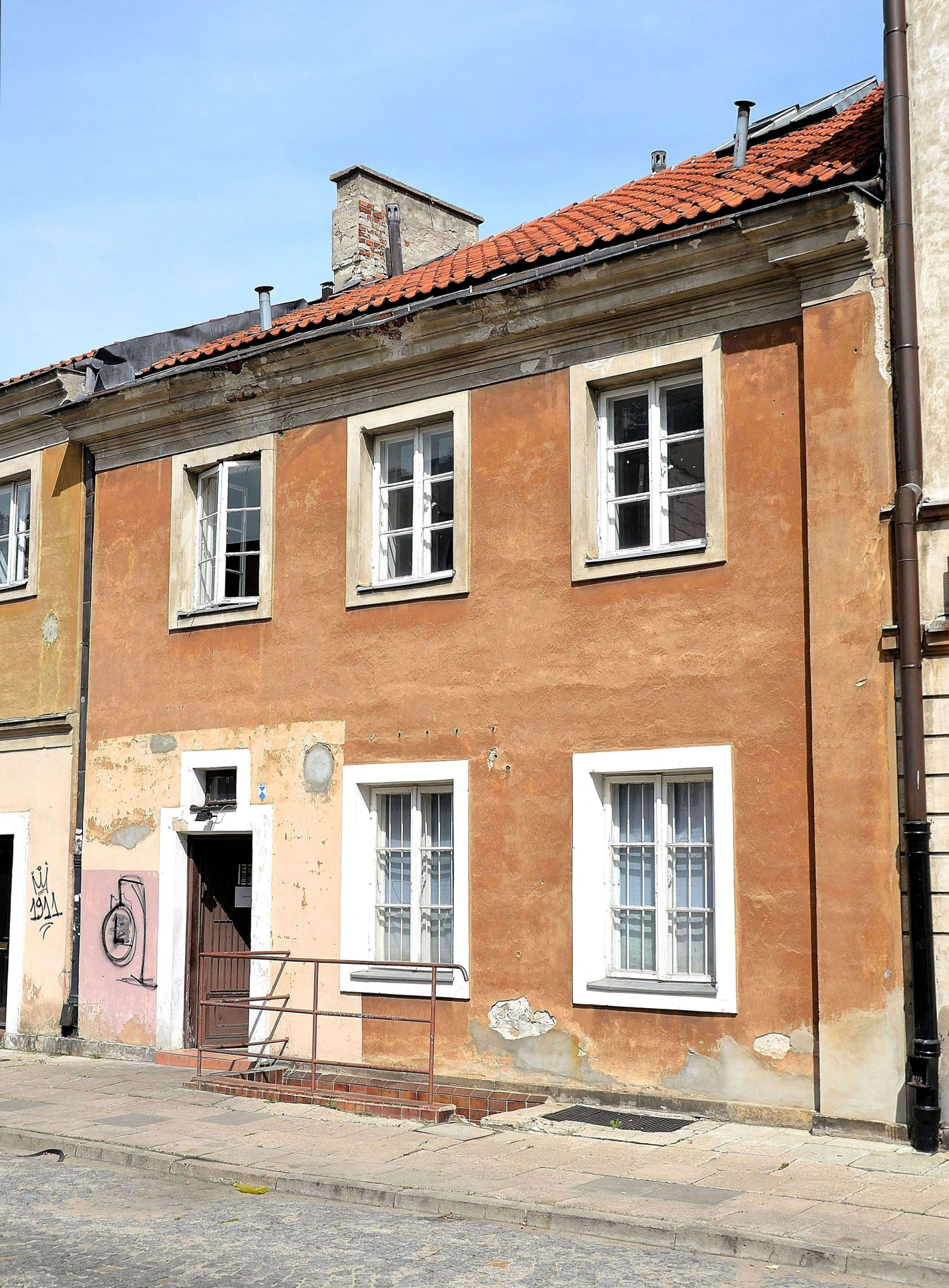
Kamienica przy ul. Koźlej 10

Ulica Koźla – ulica na Nowym Mieście w Warszawie.

## Historia
Ulica powstała w miejscu dawnego traktu do Zakroczymia, którego funkcję przejął ciąg ulic Freta i Zakroczymskiej. Choć jej funkcja zmalała, Koźla dochodziła pierwotnie do ulicy Wójtowskiej, lecz została odcięta od Traktu Zakroczymskiego w roku 1621 po usypaniu Wału Zygmuntowskiego.
Ulica została skrócona po osiedleniu się w roku 1647 franciszkanów na posesji u zbiegu Franciszkańskiej i Zakroczymskiej; ich posesja została wytyczona dokładnie na osi ulicy. Nazwa, nadana urzędowa w 1770, najprawdopodobniej wiąże się z ze znajdująca się tutaj nieruchomością należącą do kamedułów, gdzie trzymali oni kozy.
Parzystą pierzeję ulicy stanowiły tylne zabudowania posesji przy Rynku Nowego Miasta włączonych w XIX wieku w ciąg ul. Freta; w roku 1762 istniało tam osiem budynków, przeważnie drewnianych i parterowych. W roku 1819 stało tam już 10 murowanych kamienic, jedno- i dwupiętrowych. Pierzeja nieparzysta, zachodnia, kształtowała się niezależnie od ul. Freta: w roku 1770 stało tu siedem dworków, z których większość dotrwała do XIX wieku mimo pożarów i walk powstańców z armią rosyjską podczas insurekcji kościuszkowskiej w roku 1794.
Posesja nr. 9 przeszła w roku 1819 w ręce książąt Józefa i Leona Czetwertyńskich, którzy 10 lat później urządzili na niej popularny Hotel Płocki.
Pod koniec XIX wieku i na początku kolejnego stulecia zabudowa bloku od ul. Freta uległa znacznej intensyfikacji: nowe lub nadbudowywane domy dochodziły do wysokości czterech pięter. W krajobrazie ulicy wyróżniała się zabudowa posesji pod nr. 5, połączonej z parcelą przy ul. Świętojerskiej 6, od średniowiecza zajmowanej przez kościół św. Jerzego należący do kanoników regularnych.
Po kasacie zakonu kanoników w roku 1818 zabudowania kościelne zostały przejęte przez skarb państwa, i wydzierżawione potem firmie Józefa Morissa oraz Tomasza Evansa. 
Około roku 1860 zburzono wieżę dawnego kościoła św. Jerzego, po roku 1862 rozebrano fragment prezbiterium, i wreszcie w latach 1914-16 z wykorzystaniem części murów obwodowych kościoła wzniesiono ogromną halę targową, zwaną Halą Świętojerską lub Bazarem Feinkinda. Autorem projektu hali był Artur Friedman; główną fasadę umieścił on od strony ul. Świętojerskiej nadając jej neoempirową stylistykę, zaś elewację od strony ul. Koźlej tworzyła niemal połowa 135 metrowego wschodniego boku hali.
Na początku XX w. wśród mieszkańców ulicy zaczęła dominować ludność żydowska.
Rok 1939 nie przyniósł większych zniszczeń. W listopadzie 1940 Koźla znalazła się w granicach warszawskiego getta, z którego została wyłączona w grudniu 1941 wraz z całym obszarem Nowego Miasta (do ul. Bonifraterskiej). Cała zabudowa została spalona podczas powstania warszawskiego i została wyburzona po roku 1946.
Zabudowę ulicy odbudowano po roku 1951 i w drugim etapie po 1955, zmieniając częściowo gabaryty kamienic oraz ich wystrój. Historyzujące fasady domów nie mają historycznego uzasadnienia, a są jedynie powojenną kreacją (możliwość rekonstrukcji przekreślał brak przekazów ikonograficznych). Budynków po nieparzystej strony ulicy nie odbudowano. Po roku 1955 powstało tam socrealistyczne osiedle nawiązujące swą stylistyką do modernizmu.